# American Pharoah
American Pharoah (Amerikai Egyesült Államok, 2012. február 2.) amerikai telivér versenyló, a 2015-ös Hármas Korona győztese. Zsinórban hétszer győzött Gr kategóriájú versenyben. Tenyésztője és tulajdonosa a Zayat Stables, trénere Bob Baffert, lovasa legtöbb versenyében Victor Espinoza volt. Bemutatkozó versenyében ötödik helyen végzett, majd két Gr-I kategóriájú nagydíj, a Del Mar Futurity és a FrontRunner Stakes megnyerése után az Eclipse Awards díjkiosztóján megszavazták a legjobb kétévesnek.
Háromévesen nagy stílusban győz a Rebel Stakes-ben és az Arkansas Derby-ben, ezzel válik a Kentucky Derby első számú esélyesévé, ahol háromnegyed hosszal veri Firing Line-t. Két hétre rá már a Preakness Stakes nyerője, majd a Belmont Stakes elsőségével elhódítja a Hármas Koronát amire azelőtt 1978-ban Affirmed volt képes.

## Származása

### Apai ág
Apja Pioneerof The Nile (Amerikai Egyesült Államok, 2006. május 6.) a Zayat Stables istállójában született és ott is futotta be karrierjét. Győzött többek között a CashCall Futurity-ben, a Robert B. Lewis Stakes-ben, a San Felipe Stakes-ben és nem utolsósorban a Santa Anita Derby-ben. A Kentucky Derby ezüstérme után a Preakness-ben csalódást keltő tizenegyedik, ezután visszavonul és megkezdi működését tenyészménként. American Pharoah az első igazán sikeres utóda, az ő eredményeit látván 2015-re a WinStar Stables veszi meg a fedeztetési jogokat. Pioneerof The Nile apja Empire Maker, aki szintén remek győzelmekkel büszkélkedhet. A legjelentősebbek ezek közül a Florida Derby, a Wood Memorial és a Belmont Stakes. Pioneerof The Nile anyja Star of Goshen három kisebb győzelemmel kezdett, de a Hollywood Oaks-ban egy baleset miatt nem ért célba.

### Anyai ág
American Pharoah anyja Littleprincessemma egy Yankee Gentleman származású kanca. Életében kétszer futott, de miután nem ért el sikereket a versenypályán, visszavonult a versenyzéstől. Napjainkban tenyészkancaként él a Summer Wind Farm-on. 
További csikói:
2011-Xixixi, Maimonides apaságú mén
2012-American Pharoah, Pioneerof The Nile apaságú mén
2014-American Cleopatra, Pioneerof The Nile apaságú kanca
2015-St Patricks Day, Pioneerof The Nile apaságú mén
2016-Chasing Yesterday, Tapit apaságú kanca
2017-Princeofthebes, Pioneerof The Nile apaságú mén
2018-Triple Tap, Tapit apaságú mén
2019-Lasting Tribute, Tapit apaságú kanca
2020-Sunrise Service, Tapit apaságú kanca
2021-Seventh Son, Tapit apaságú mén